# Vela ai XIX Giochi del Mediterraneo
Le gare di vela ai XIX Giochi del Mediterraneo si sono svolte dal 27 giugno al 3 luglio 2022 presso il Nautical Base Les Andalouses di El Ançor.
Erano in programma due gare maschili e due femminili:
- Laser (maschile)
- Laser Radial (femminile)
- IQFoil (maschile e femminile)

In questa edizione la classe l'RS:X è stata sostituita dall'IQFoil.

## Calendario
Il calendario delle gare è stato il seguente:
| ● | Competizioni | ● | Finali |

| Giugno | Giugno | Giugno | Giugno | Giugno | Giugno | Giugno | Luglio | Luglio | Luglio | Luglio | Luglio | Luglio |
| 24     | 25     | 26     | 27     | 28     | 29     | 30     | 1º     | 2      | 3      | 4      | 5      | 6      |
|        |        |        | ●      | ●      | ●      | ●      | ●      |        | 4      |        |        |        |

## Podi

### Uomini
| Evento            | Oro                  | Argento        | Bronzo                       |
| Laser (dettagli)  | Jean-Baptiste Bernaz | Joel Rodríguez | Giovanni Coccoluto Giorgetti |
| IQFoil (dettagli) | Nicolò Renna         | Tom Arnoux     | Luca Di Tomassi              |

### Donne
| Evento                  | Oro             | Argento                | Bronzo      |
| Laser Radial (dettagli) | Marie Barrué    | Chiara Benini Floriani | Ecem Güzel  |
| IQFoil (dettagli)       | Hélène Noesmoen | Marta Maggetti         | Palma Čargo |

## Medagliere
| Posizione | Paese   | Oro | Argento | Bronzo | Totale |
| --------- | ------- | --- | ------- | ------ | ------ |
| 1         | Francia | 3   | 1       | 0      | 4      |
| 2         | Italia  | 1   | 2       | 2      | 5      |
| 3         | Spagna  | 0   | 1       | 0      | 1      |
| 4         | Croazia | 0   | 0       | 1      | 1      |
| 4         | Turchia | 0   | 0       | 1      | 1      |
| Totale    | Totale  | 4   | 4       | 4      | 12     |